# Раннехристианский комплекс в Себастополисе
Раннехристианский комплекс в Себастополисе — культовый архитектурный комплекс IV—V веков в приморской части римской территории Сухумской крепости города Сухума (республика Абхазия). Включает в себя восьмигранную церковь с примыкающей трёхнефной базиликой.
На территории Абхазии обнаружено 26 раннехристианских памятников архитектуры, хронологически определённых IV—VIII веками. Первые ранние храмы появлялись в укреплённых пунктах, располагавшихся у берегов моря. Церкви представляли собой римско-византийскую политическую опору в регионе. Выбор места для постройки Себастополисской церкви является удачным — она хорошо обозревалась с моря. Такому принципу застройки придерживались и другие приморские центры.
Немногочисленные предметы раннехристианского времени на территории Сухумской крепости (бывшая крепость Себастополис) были обнаружены при случайных обстоятельствах. Эти находки разных лет и отдельные предметы из начальных раскопок позволили предположить, что в этом районе города жили христиане и указывали на возможное существование в Себастополисе ранних культовых сооружений. Во время археологических исследований была обнаружена церковь малоизвестного и редкого архитектурного типа в Закавказье и в Причерноморье и пристроенная к ней базилика.

## Исследования

План-реконструкция Себастополисского культового комплекса.

В I веке до н. э. на Восточном побережье Чёрного моря рядом с древнегреческой колонией Диоскурией римляне основали крепость, назвав её «Себастополисом» (греч. sebastos — священный, polis — город). Вскоре после падения Константинополя в 1454 году Себастополис был взят турецкими войсками. На остатках римской крепости они возвели свой комплекс фортификационных сооружений, который и называется Сухумской (или Турецкой) крепостью.
С начала 1980-х годов Абхазским институтом языка, литературы и истории совместно с Абхазским государственным музеем начались постоянные и полномасштабные раскопки на территории Сухумской крепости. Этому способствовало освобождение участков от позднейших ветхих строений. Экспедиция работала под руководством М. М. Гунба, при участии археологов М. К. Хотелашвили и Л. Г. Хрушковой. Раскопки проводились на двух участках. На одном из них были выявлены остатки позднеантичных сооружений и материалы римского и средневекового времён. На другом раскопе, расположенном на приморской набережной, в 1987—1988 годах были раскрыты архитектурные остатки XVI—XVIII веков и позднеримского периода: руины нескольких помещений, вымостки, трубы акведука с системой водостоков, закрытых плитами и кирпичами, гробница, облицованная изнутри гидрофобным раствором. В сезоне 1989 года были обнаружены первые признаки церковного сооружения. В течение двух последующих сезонов была раскопана значительная часть церкви, уточнены отдельные детали плана и выполнены стратиграфические исследования. Восточная часть раскопа была недоступна для изучения — здесь находилось современное спортивное сооружение. Его снесли в 2001 году и дальнейшие исследования продолжили Абхазский институт гуманитарных исследований и Институт археологии РАН. Была открыта базилика, которая примыкала к октогональной церкви. В 2003 году базилика была полностью раскопана. Полученные данные позволили установить, что все открытые на втором участке сооружения одновременной постройки и что октогон и базилика с примыкающими помещениями составляют единый архитектурный культовый комплекс.
На памятнике выявлены материалы только римской эпохи. Культурных слоёв эпохи Диоскурии не было обнаружено.

## План комплекса
Стены церкви и опорные столбы сохранились на высоту до 0,75 м, с юго-восточной стороны — свыше 1 м от уровня пола. Неплохая сохранность пола и столбов позволили восстановить план главных частей сооружения и наличие дверных проёмов. Церковь относится к типу октогональных построек позднеантичной и раннехристианской архитектуры. С восточной стороны к октогону примыкала трёхнефная базилика с пятигранной апсидой снаружи и полуциркульной изнутри. Длина базилики 17 м. Сохранность её плохая, но план восстанавливается полностью. Время постройки комплекса относится к рубежу IV—V веков или к началу V века. В 542 году во время войны с персами византийцы сами уничтожили укрепления Себастополиса и Питиунта. После разрушения восстановлена была только базилика в виде однонефной церкви.

### Октогональная церковь
В центре комплекса находится октогон, окружённый восьмигранным обходом шириной 3,05 м. К четырём граням обхода, ориентированным по сторонам света, примыкают дополнительные одинаковые по форме помещения трапециевидной формы («кресты») с бо́льшей внешней стороной. Церковь не имеет апсиды. В центре октогона точно на оси восток/запад расположена купольная экседра. Такие аналогии экседры не встречаются в причерноморском ареале и на Кавказе, а находятся в памятниках территорий, значительно отдалённых от Причерноморья — в группе церквей Северной Сирии. Экседры, подобные себастополисской, первоначально называли «сирийским амвоном». Но более употребительными стали термины «бема-экседра», «бема-амвон», «бема-трон». В восточной части церкви находится полуциркульная скамья, ориентированная на восток (не на запад, как в Сирии), известная в группе церквей на землях римской провинции Норик, где это устройство называют «свободно стоящей скамьёй для духовенства» или «внутренней апсидой». Себастополисская экседра не является точной аналогией ни сирийской беме, ни «скамье для духовенства». Литургическое устройство — экседра в центре октогона Себастополиса представляет собой, по мнению исследователя комплекса Л. Г. Хрушковой, «изолированный феномен» на обширной территории между Антиохией с одной стороны и Северной Италией и Австрией — с другой. Шурф размерами 2×0,6х1 м, заложенный у северного конца экседры с её внутренней стороны, выявил важный факт: экседра не имела фундаментов, то есть она была не постройкой, а элементом интерьера. Экседру окружают восемь опор, стоящих на восьмигранном стилобате, которые и образовали октогон — внутреннее центральное ядро сооружения. На столбах держался купол, внутренний диаметр которого по оси восток/запад составлял 10 м, по оси север/юг — 10,25 м. Четыре внутренние сплошные грани деамбулатория с пилястрами чередовались с гранями, прорезанными двойными арочными проёмами. Арочные проёмы образовывали аркады, которые открывали свободный проход из дополнительных помещений и помогали лучше освещать внутреннее пространство, так как сам деамбулаторий окон, по-видимому, не имел.

### Дополнительные помещения
Четыре крестообразно расположенные помещения создают крестовидно-симметричную в плане форму храма. К 2017 году были раскрыты три помещения — южное, северное и восточное. Западная часть не раскопана. Предположительно, по аналогии с другими культовыми сооружениями, центральным входом в церковь являлся западный.

### Базилика
Базилика помещена в свободное пространство между южной и восточной частями «креста» октогона, тем самым создавая единый архитектурный комплекс. Помещение между юго-восточной гранью октогона и западной стеной базилики служило своеобразным нартексом базилики и использовалось как мартирий. Толщина стен 0,75 м. Узкие боковые нефы шириной 0,8 м отделены от центрального тремя парами столбов. Боковые нефы непосредственно не сообщались с мартирием. Верующие через широкие двери проходили из мартирия в центральный неф, откуда был свободный доступ к захоронениям, расположенным в боковых нефах. Бема базилики возвышается по отношению к центральному нефу на 0,14—0,20 м и её граница проходит по хорде апсиды, не выступая в неф. Пол апсиды выполнен из бетона красноватого цвета с добавлением дроблёной керамики. У северной стороны апсиды находился одноступенчатый синтрон, предназначенный для литургии евхаристии. Он был сложен из мелкого булыжника и фрагментов кирпичей. Кладка стен и фундаментов базилики и октогона почти одинакова. Важная особенность базилики — её вымостка opus sectile. Подобный тип пола был открыт в Абхазии впервые. В ней использованы различные строительные материалы: мраморные плитки и лекальные кирпичи разных форм. К северной стене базилики примыкает небольшое самостоятельное помещение с дверным проёмом в его северной стене.
Базилика претерпела несколько реконструкций. Главная перестройка превратила трёхнефную базилику в однонефную церковь. В центральном нефе промежутки между столбами были заложены и превращены в продольные сплошные стены, после чего боковые нефы уже не функционировали. Был также заложен дверной проём между центральным нефом и западным помещением − мартирием. Доступ к гробницам, расположенных в нём, был открыт благодаря дверному проёму в южной стене мартирия.

### Мартирий
Мартирий не был построен специально, а образовался как пространство между октогоном, «крестовидным» помещением у его южной грани и западной стеной базилики. Он не сообщался ни с деамбулаторием октогона, ни с западным помещением. Один дверной проём шириной 1,55 м, сдвинутый к юго-восточному углу, вёл на улицу. Другой проём шириной 1,65 м, расположенный по середине восточной стены, соединял его с базиликой. Вдоль южной стены располагались три гробницы. Они возвышались над половой вымосткой и были предметом почитания. Все они одновременны одна с другой и с церковью. Четвёртая гробница, расположенная севернее восточной, находилась под полом мартирия на глубине 0,44 м. Это было типичное захоронение «ad sanctos (к святому)». Мартирий использовался как место захоронения и позже, когда само помещение уже не функционировало. Октогон и базилика − это две самостоятельные церкви, которые обладали престолами и евхаристическими функциями. Оба сооружения не сообщались между собою непосредственно, но были композиционно объединены благодаря мартирию в единый ансамбль.

## Строительные материалы и конструкции
Основным материалом для постройки церкви служил камень-булыжник, связанный прочным известковым раствором с примесью гальки и дроблёной керамики. В некоторых местах использовался тёсаный известняк. Несущие элементы сооружения: столбы подкупольного пространства октогона, столбы и пилястры деамбулатория сложены из кирпича, чаще всего из массивного, размерами: 40×29×5,5 см, 40×27×6,5 см, 40×27×5,5 см, 40×26×5 см, 40×25×6 см, 39×27×6,5 см, 39×24×5,5 см в сочетании с булыжником и тёсаным камнем; толщина слоя раствора от 3 до 5,5 см. Экседра сложена из мелких камней на растворе. Столбы центрального октогона стоят на стилобате шириной 1,3—1,4 м, глубина его фундамента — 1,4 м. Такой мощный фундамент для сравнительно небольшого купола может указывать на наличие каменного или кирпичного купола, а не деревянного. Столбы сложной гранёной формы определяли расположение арок: одни арки, соединяя столбы, образовывали основание для купола над экседрой; другие арки, перекинутые к пилястрам стен деамбулатория, являлись частью его сводчатого перекрытия. Очевидно, что аркада шла по всему периметру деамбулатория. Толщина стен центральной части церкви и дополнительных помещений составляла 0,7—0,75 м. Глубина фундаментов стен деамбулатория и дополнительных помещений меньше, чем у стилобата и составляет в среднем 1 м. Поэтому, скорее всего, перекрытие помещений, окружавших центр октогона, было деревянным стропильным двускатным покрытым черепицей. Полы в деамбулатории и примыкающих помещениях известково-бетонные с примесью дроблёной керамики красноватого цвета толщиной от 6 до 10 см. Подготовительным основанием для полов послужил слой мелкого булыжника. В мартирии пол выложен в основном крупным квадратным кирпичом толщиной 3 см со стороной от 40 до 42 см. Реже встречаются узкие прямоугольные и треугольные кирпичи, которые составляют половину формата квадратных.

## Греческая надпись
В восточной части деамбулатория была найдена погребальная стела из светлого мягкого известняка с высеченной греческой надписью из девяти строк, слегка пострадавшей от времени. Текст надписи типичен для христианских эпитафий. Но в начале текста отсутствует крест или иной христианский символ. Дополняя недостающие и исправляя обычные для позднеантичного времени грамматические отступления, текст читается хорошо и смысл его ясен: «… здесь покоится Орест, солдат легионер, в память о нем мы возвели „ойкос“». Это простая эпитафия, перешедшая из языческих погребальных надписей в христианские и применялась затем во многих рядовых эпитафиях. Отсутствие в начале надписи христианского символа может указывать на её раннее происхождение и соответствует скорее всего IV веку.
Возможно Орест являлся одним из основателей здешней христианской общины и почитался после смерти как святой. Роль римских легионеров в распространении христианства достаточно известна. По мнению Л. Г. Хрушковой данная церковь могла быть построена в память об Оресте.